# Аналитична теория на числата
Аналитична теория на числата е дял от теория на числата, използващ средства от реалния и комплексен анализ за решаване на проблеми, свързани с целите числа. Теорията възниква в трудове на Дирихле от 1837 върху съществуването на прости числа в дадена аритметична прогресия, където за първи път са въведени L-функциите.
Най-общо аналитичната теория на числата се дели на два дяла. Мултипликативната теория на числата изследва разпределението на простите числа, докато адитивната теория на числата се занимава с подмножества на целите числа под действие на събирането.